# Вельович
Вельович (пол. Wielowicz) — село в Польщі, у гміні Сошно Семполенського повіту Куявсько-Поморського воєводства.
Населення — 192 особи (2011).
У 1975-1998 роках село належало до Бидгощського воєводства.

## Демографія
Демографічна структура станом на 31 березня 2011 року:
|          | Загалом | Допрацездатний вік | Працездатний вік | Постпрацездатний вік |
| -------- | ------- | ------------------ | ---------------- | -------------------- |
| Чоловіки | 102     | 22                 | 68               | 12                   |
| Жінки    | 90      | 16                 | 54               | 20                   |
| Разом    | 192     | 38                 | 122              | 32                   |